# 藤森耕資
藤森 耕資（ふじもり こうし、1961年12月19日 - ）は、日本の元男子水球選手である。日本体育大学卒業。1984年ロサンゼルスオリンピックに日本代表として出場した。